# Masatopes foveolatus
Masatopes foveolatus là một loài bọ cánh cứng trong họ Cerambycidae.